# Грејсонвил (Мериленд)
Грејсонвил (енгл. Grasonville) насељено је место без административног статуса у америчкој савезној држави Мериленд.

## Демографија
По попису из 2010. године број становника је 3.425, што је 1.232 (56,2%) становника више него 2000. године.
| Група             | 2000.         | 2010.         |
| Белци             | 1.502 (68,5%) | 2.410 (70,4%) |
| Афроамериканци    | 631 (28,8%)   | 687 (20,1%)   |
| Азијати           | 2 (0,1%)      | 51 (1,5%)     |
| Хиспаноамериканци | 39 (1,8%)     | 189 (5,5%)    |
| Укупно            | 2.193         | 3.425         |